# Лозовая Вторая
Лозовая Вторая (укр. Лозова Друга — село,
Кутьковский сельский совет,
Двуречанский район,
Харьковская область, Украина.
Код КОАТУУ — 6321882504. Население по переписи 2001 года составляет 37 (13/24 м/ж) человек.

## Географическое положение
Село Лозовая Вторая находится в 2-х км от реки Нижняя Двуречная (правый берег), рядом находится балка Моначиновская, на расстоянии в 2 км расположены сёла Касьяновка, Лозовая Первая, Кутьковка.
Через село протекает безымянная река.

## История
- 1932 — дата основания.